# Rose Island (ö i Bahamas)
Rose Island är en ö i Bahamas.   Den ligger i distriktet New Providence District, i den centrala delen av landet, 22 km öster om huvudstaden Nassau.